# میلویل، شهرستان هنری، ایندیانا
میلویل (به انگلیسی: Millville) یک منطقهٔ مسکونی در ایالات متحده آمریکا است که در شهرستان هنری، ایندیانا واقع شده‌است. میلویل ۳۴۹٫۹۱ متر بالاتر از سطح دریا واقع شده‌است.